# Neferites II
Neferites II o Nayfaarud (379 - 378 aC) és l'últim faraó de la dinastia XXIX d'Egipte, denominada Mendesiana.
Manetó, segons Juli Africà i Eusebi de Cesarea, el nomena Neferites, i comenta que va regnar quatre mesos. És citat a la Crònica Demòtica.
Neferites II era fill d'Acoris, el faraó que va derrotar l'exèrcit persa que havia intentat reconquistar Egipte després d'haver arribat a ésser independent de l'imperi Aquemènida el 404 aC. Quan ell va morir, el 379, va deixar un Egipte pacífic i pròsper.
Quan va començar a governar hi havia un altre candidat al tron: Nectabeu I, descendent de Neferites I, el fundador de la dinastia. Nectaneu va ordenar l'assassinat del nou faraó, que mor després d'un regnat de només quatre mesos.
A Neferites II només es coneix per fonts literàries. No s'ha descobert cap monument amb el seu nom.